# Micradelus
Micradelus is een geslacht van vliesvleugeligen uit de familie Pteromalidae. De wetenschappelijke naam van dit geslacht is voor het eerst geldig gepubliceerd in 1834 door Walker.

## Soorten
Het geslacht Micradelus omvat de volgende soorten:
- Micradelus acutus Graham, 1969
- Micradelus obscurus Thomson, 1878
- Micradelus rotundus Walker, 1834